# 윤진선우
윤진선우(閏振單于, ? ~ 기원전 54년)는 흉노의 선우다. 성은 연제(攣鞮), 이름은 불명으로, 도기선우의 사촌동생이다. 호한야선우가 네 선우를 모두 무찌른 직후 질지골도후선우와 함께 자립해 흉노를 셋으로 나눴으나, 질지골도후선우를 쳤다 패사했다.

## 생애
이 무렵 흉노는 호한야선우, 도기선우, 거리선우, 호걸선우, 오자선우 총 다섯 선우가 한때 난립하는 혼란기였는데, 호걸선우와 오자선우는 선우를 포기하고 거리선우를 모셨고, 거리선우는 도기선우에게 패퇴했고, 기원전 56년 호한야선우가 그 도기선우를 무찔러 자살하게 하고 거리선우의 투항을 받았으며 다시 자립한 오자선우를 참수해 호한야선우가 최후의 승자가 되는 흐름이었다. 그러나 호한야의 세력은 몇 만에 불과할 정도로 쇠약해졌고, 이에 당시 휴순왕(休旬王)을 지내던 윤진선우는 휘하 기병 5, 6백명으로 좌대저거를 죽이고 그 병사를 아울러 오른쪽(서부)으로 가 윤진선우를 일컬었다. 그리고 호한야선우의 형 호도오사도 질지골도후선우를 일컬으며 동쪽에 머무르니, 흉노는 서부의 윤진선우, 중앙의 호한야선우, 동부의 질지선우로 나뉘었다.
기원전 54년, 질지선우를 공격했으나 질지선우에게 살해됐다. 질지선우는 뒤이어 호한야선우도 격파해, 선우정에서 쫓겨난 호한야선우가 전한에 투항하게 된다.

## 출전
- 반고: 《한서》 권94 흉노전제64 상